# Baliga fallax
Baliga fallax is een insect uit de familie van de mierenleeuwen (Myrmeleontidae), die tot de orde netvleugeligen (Neuroptera) behoort. 
Baliga fallax is voor het eerst wetenschappelijk beschreven door Navás in 1937.